# Districte de Neunkirchen
El Districte de Neunkirchen és un districte ("Landkreis" en alemany) de Saarland (Alemanya). El cap del districte és la ciutat de Neunkirchen.

## Història
El districte d'Ottweiler va ser creat al 1814, però el seu origen és molt més antic: el Herrschaft Ottweiler (Senyoria d'Ottweiler) va ser creat el 1545, que es va convertir en el Ottweiler Amt und Oberamt i durant el període napoleònic Kanton Ottweiler (Cantó de Ottweiler).
Dos anys després de la seva creació, el districte es reorganitza per ordre del Congrés de Viena. Neunkirchen es va convertir en la seu del districte el 1866. El 1974 es van reorganitzar els districtes i el districte es va canviar el nom de Neunkirchen. Diversos departaments de l'administració romanen a Ottweiler.

## Ciutats i municipis

Ciutats i municipis del districte de Neunkirchen

(Nombre d'habitants el 2015)
| Ciutats 1. Neunkirchen (46.369) 2. Ottweiler (14.585) | Municipis 1. Eppelborn (17.250) 2. Illingen (16.486) 3. Merchweiler (9.973) 4. Schiffweiler (15.852) 5. Spiesen-Elversberg (13.220) |